# Campeonato de Euskadi del Cuatro y Medio 2011
La XXIII edición del Campeonato de Euskadi del Cuatro y Medio, competición de pelota vasca en la variante de pelota mano profesional de primera categoría, se disputó en el año 2011. Fue organizada conjuntamente por Asegarce y ASPE, las dos principales empresas dentro del ámbito profesional de la pelota a mano.
La final se disputó el 4 de diciembre de 2011 entre Olaizola II y Juan Martínez de Irujo.

## Pelotaris
En negrita los cabezas de serie
| - Pelotaris de Asegarce: - Arretxe II - Bengoetxea VI - Berasaluze VIII - Olaetxea - Olaizola II - Patxi Ruiz - Saralegi - Urrutikoetxea |  | - Pelotaris de ASPE: - Aritz Lasa - Barriola - Gonzalez - Idoate - Martínez de Irujo - Retegi Bi - Titín III - Xala |

## Dieciseisavos de final
| Fecha    | Frontón y localidad | Rojo            | Azul          | Tanteo |
| -------- | ------------------- | --------------- | ------------- | ------ |
| 08/10/11 | Labrit, Pamplona    | Patxi Ruiz      | Olaetxea      | 13-22  |
| 09/10/11 | Astelena, Éibar     | Saralegi        | Idoate        | 22-11  |
| 08/10/11 | Labrit, Pamplona    | Berasaluze VIII | Arretxe II    | 22-08  |
| 07/10/11 | , Anzuola           | Aritz Lasa      | Urrutikoetxea | 22-05  |

## Octavos de final
| Fecha    | Frontón y localidad              | Rojo            | Azul        | Tanteo |
| -------- | -------------------------------- | --------------- | ----------- | ------ |
| 15/10/11 | Labrit, Pamplona                 | Bengoetxea VI   | Olaetxea    | 22-10  |
| 16/10/11 | Astelena, Éibar                  | Xala            | Saralegi    | 22-12  |
| 15/10/11 | Bizkaia, Bilbao                  | Berasaluze VIII | Olaizola II | 14-22  |
| 14/10/11 | Ederrena, Villarreal de Urrechua | Retegi Bi       | Aritz Lasa  | 22-16  |

## Cuartos de final
| Fecha    | Frontón y localidad | Rojo          | Azul              | Tanteo |
| -------- | ------------------- | ------------- | ----------------- | ------ |
| 23/10/11 | Astelena, Éibar     | Bengoetxea VI | Martínez de Irujo | 17-22  |
| 23/10/11 | Adarraga, Logroño   | Xala          | Titin III         | 22-17  |
| 22/10/11 | Labrit, Pamplona    | Olaizola II   | Gonzalez          | 22-15  |
| 21/10/11 | , Beasáin           | Barriola      | Retegi Bi         | 22-20  |

## Liguilla de Semifinales
| Fecha    | Frontón y localidad | Rojo        | Azul              | Tanteo |
| -------- | ------------------- | ----------- | ----------------- | ------ |
| 29/10/11 | Bizkaia, Bilbao     | Olaizola II | Martínez de Irujo | 20-22  |
| 30/10/11 | Astelena, Éibar     | Xala        | Barriola          | 15-22  |
| 05/11/11 | Labrit, Pamplona    | Xala        | Olaizola II       | 10-22  |
| 06/11/11 | Astelena, Éibar     | Barriola    | Martínez de Irujo | 09-22  |
| 13/11/11 | Bizkaia, Bilbao     | Barriola    | Olaizola II       | 18-22  |
| 12/11/11 | Labrit, Pamplona    | Xala        | Martínez de Irujo | 22-17  |

### Clasificación de la liguilla
| Pelotari          | Pelotari | Partidos jugados | Partidos ganados | Partidos perdidos | Puntos a favor | Puntos en contra | Dif. |
| ----------------- | -------- | ---------------- | ---------------- | ----------------- | -------------- | ---------------- | ---- |
| Olaizola II       |          | 3                | 2                | 1                 | 64             | 50               | +14  |
| Martínez de Irujo |          | 3                | 2                | 1                 | 61             | 51               | +10  |
| Abel Barriola     |          | 3                | 1                | 2                 | 49             | 59               | -10  |
| Xala              |          | 3                | 1                | 2                 | 47             | 61               | -14  |

## Final
| Fecha    | Frontón y localidad | Rojo        | Azul              | Tanteo |
| -------- | ------------------- | ----------- | ----------------- | ------ |
| 04/12/11 | Bizkaia, Bilbao     | Olaizola II | Martínez de Irujo | 22-12  |